# 日月神示

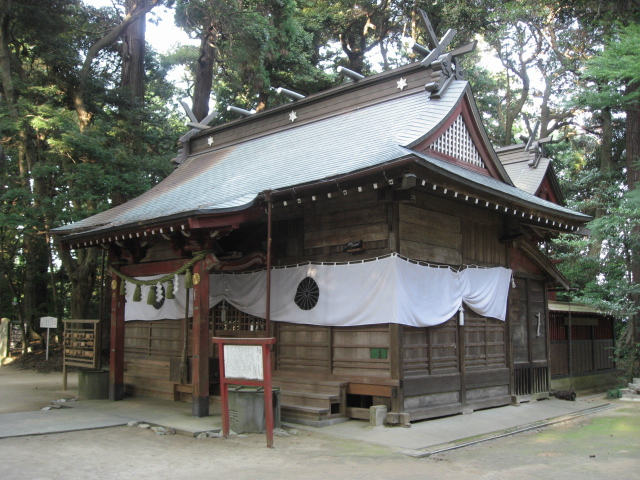
日月神示が降ろされたとされる麻賀多神社。写真は本殿。日月神示の最初の第一帖と第二帖は第二次世界大戦中の昭和19年6月10日に、この神社の社務所で書記された。

日月神示（ひつきしんじ、ひつくしんじ）は、神典研究家で画家でもあった岡本天明に「国常立尊」（国之常立神）という高級神霊からの神示を自動書記によって記述したとされる書物。昭和19年から27年（昭和23・26年も無し）に一連の神示が降り、6年後の昭和33、34年に補巻とする1巻、さらに2年後に8巻の神示が降りたとされる。

## 原文
殆どが漢数字、独特の記号、若干のかな文字が混じった文体で構成され、抽象的な絵のみで書記されている「巻」もある。本巻38巻と補巻1巻の計39巻が既に発表されているが、他にも、神霊より発表を禁じられている「巻」が13巻あり、天明はこの未発表のものについて昭和36年に「或る時期が来れば発表を許されるものか、許されないのか、現在の所では不明であります」と語っている。
日月神示は、その難解さから、書記した天明自身も当初は、ほとんど読むことが出来なかったが、仲間の神典研究家や霊能者達の協力などで少しずつ解読が進み、天明亡き後も妻である岡本三典（1917年〈大正6年〉11月9日 - 2009年〈平成21年〉6月23日）の努力により、現在では一部を除きかなりの部分が解読されたといわれている。
しかし、一方では神示の中に「この筆示は8通りに読めるのであるぞ」と書かれていることもあり、解読法の一つに成功したという認識が関係者の間では一般的である。そのために、仮訳という副題を添えての発表もあった。
なお、原文を解読して漢字仮名交じり文に書き直されたものは、特に「ひふみ神示」または「一二三神示」と呼ばれる。日月神示はその登場以来、関係者や一部専門家を除きほとんど知られていなかったが、1990年代の初め頃より神典研究家で翻訳家の中矢伸一の著作などにより広く一般にも知られるようになってきたといわれている。

## 日月神示の降ろされた時代背景

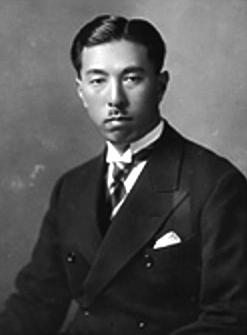
近衛文麿。写真は若い頃のもの。近衛は第34、38、39代と3代にわたって内閣総理大臣をつとめた。近衛は敗戦後にGHQよりA級戦犯者のひとりとして指名されるが、その出頭命令日前日に服毒により自ら命を絶った。

第二次世界大戦も終盤に差し掛かった昭和19年（1944年）4月18日に今後の戦局を占う意味や日本の古代史のことを聞く目的もあって東京の原宿で扶乩（フーチ）実験が行われた。扶乩（フーチ）とは中国に昔から伝わる神霊の御神意をうかがう占い方法で、二人が一組になって行う一種の自動書記現象であるが、この時の参加者は日本の古代史を研究していた修史協翼会のメンバーや、陸軍少将の小川喜一など、十数名であった。その場において審神者（サニワ）兼司会進行役をつとめたのが岡本天明であったが（天明はこの頃、東京の千駄ヶ谷にある八幡神社（鳩森八幡神社）で正神主が出征中のため、その代わりに留守神主をしていた）、この時に降臨した神霊がその後に日月神示を天明に書記させていく「国常立尊」で、これがその後に続く機縁の始まりだといわれている。ただこの時には「日月のかみ」や「天之日月神」と名乗り国常立尊とは名乗っていない。
（※この「天之日月神」は「国常立尊」自身ではなく「国常立尊」と天明との間を仲介した媒介神霊または媒介天使だったという説がある。）
この扶乩実験の後、終戦直前の昭和20年の夏のある日に軍関係者（青年将校達数名）が天明のもとを訪れ、それまでに都合3度の内閣を組閣しその後も隠然とした力と、軍部の考えとは正反対に独自の終戦工作を画策していたらしい元内閣総理大臣経験者である「近衛文麿」に関して、将校達は「近衛は弱腰で役に立たない。このままでは日本は滅びるだけだ。そこで、御神霊の意見を是非うかがって、その返答によっては近衛の殺害も厭わない」と述べ、神霊の御意見を伺うことを天明に促し求めたといわれている。しかし、それは天明によって無事に回避されたという。「軍関係者の望んでいる答えと御神霊の答えが違っている場合はどうするのか？それを聞かなければお伺いは立てられない」と天明が語ったことと、軍関係者達に神霊の言葉に従うという内容の約束をさせたことであった。神霊の答えは「それはならぬ」だったという。この頃はまだ日月神示の解読は十分されてはなかったはずだが、軍人の一部にはすでにこれを信頼し神聖視していた者もいたらしい。神示にはその後の日本の敗戦を明らかに書記されている部分があり、希望を失っていた軍人の中でも、前もってそれを知っていたために終戦時に自決を思いとどまった者も多くいたという。

## 日月神示が遂に降ろされる

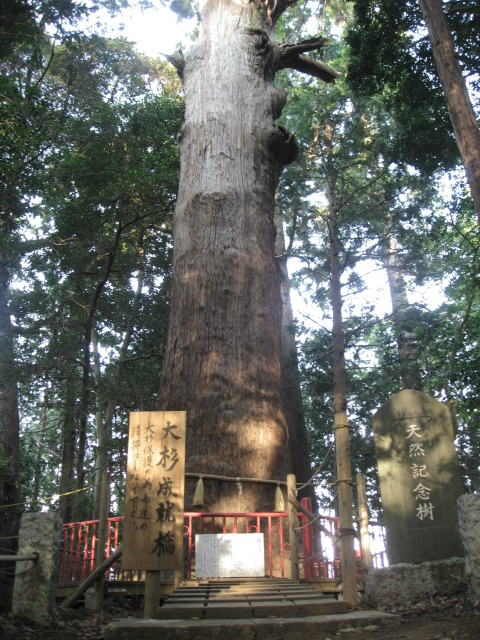
麻賀多神社境内の巨大杉（県指定天然記念物）推古天皇の時代に植樹されたとされ、高さ約40m、太さ約9mの約1400年近くの樹齢を持つ東日本一の大杉である。

前述の扶乩実験の約2か月後の6月10日に天明は同郷の先輩で知人でもあった高田集蔵の誘いで千葉県印旛郡公津村台方（現・成田市台方）を訪れるが、そこに実験の時に現れた天之日月神を祀る延喜式内社で麻賀多神社の末社である「天之日津久神社」があった。
神典研究家で神名には明るかった天明でも天之日月神がいかなる神なのか、また、どこに鎮座され祀られている神なのかが扶乩実験後もしばらくは分らなかったと後に述懐している。

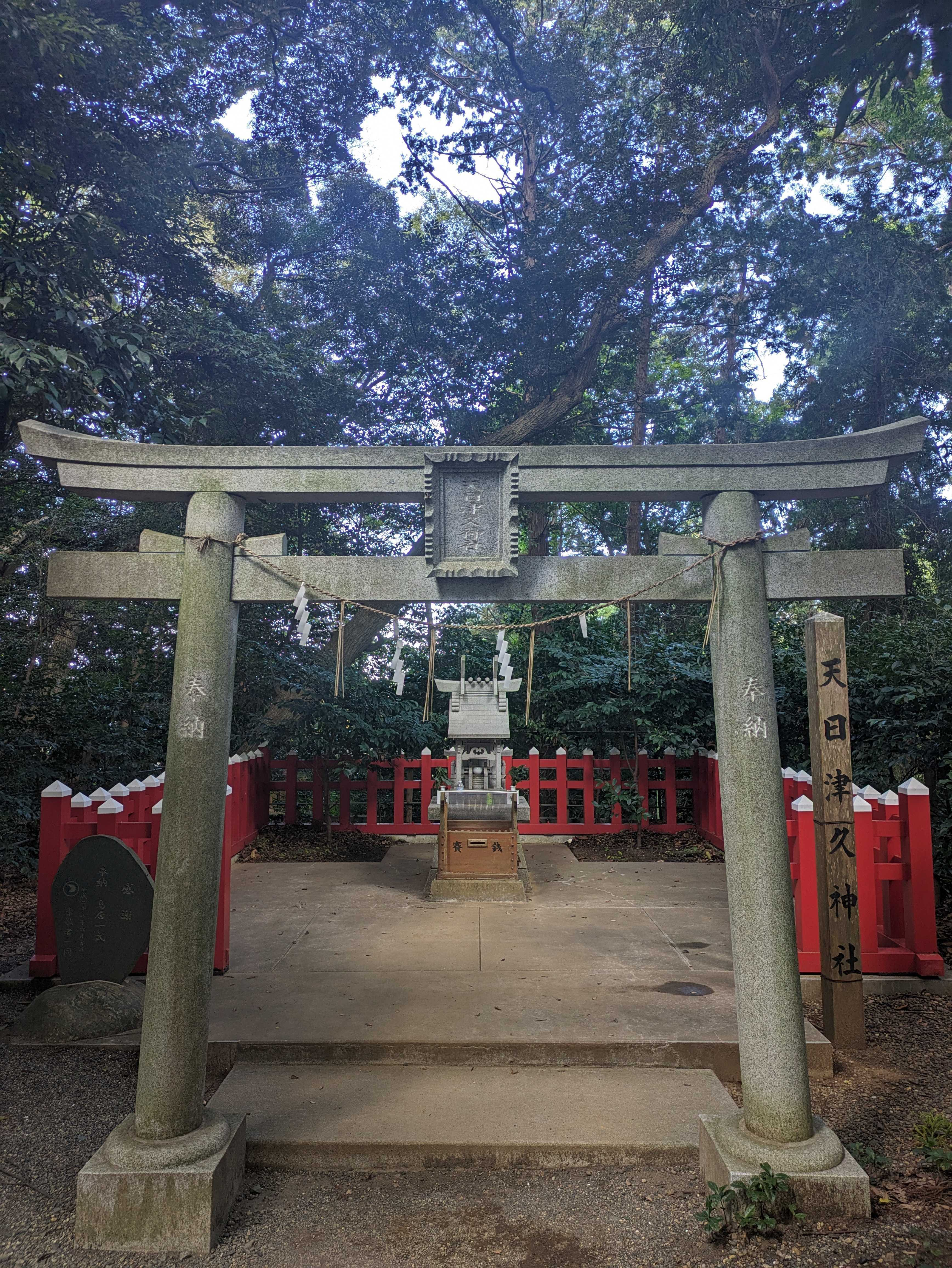
「天之日月神」を祀る麻賀多神社の末社である「天日津久神社」（あまのひつくじんじゃ）。この社は向って本殿右側後方の場所に位置する。天明はこの神社に参拝後、神示の自動書記を有無を言わせぬ圧倒的な力で神霊により強制的にさせられた。

天明によると天之日津久神社を参拝し厚く御礼を申し上げ、社務所で一息ついている時に予期しない自動書記現象が起こったという。画家でもあった天明は矢立や画仙紙を常に持ち歩く習慣がありこの時も例外ではなかったが、突然、額のあたりに「ピリッ」とした強い衝動と右腕に非常な激痛を感じ、矢立と画仙紙を取り出し、筆を画仙紙にのせたところ自分の意思に反して猛烈な勢いで筆が走り意味不明の殴り書きをした。天明の言葉によれば、右腕に焼火箸を突っ込まれたような激痛だったという。
以前から霊的体験が豊富で自らも霊媒役などを務めた経験がある天明は、右腕の激痛時にこれらは自動書記の前触れかもしれないと瞬間的に思ったという。同時にこれ程強く肉体に感応する場合は従来の体験から考えて幽界からの感応ではないかと思い、少し困惑もしたという。しかし、特に額部分からきたことと（天明自身の述懐では、それまでにあった霊体験のもので幽界からの感応は、そのほとんどが肉体の背後からのものだったという）、激痛を感じながらも気分は悪くないことから、神界からのものだと思い直しこれを確信したという（神界からの感応と幽界からの感応の違いについては「霊界と現界との関係」の節を参照）（参1）（参2）。
これ以前に天明が経験していた自動書記や霊的現象では天明自身が中止しようと思えば中止出来たが、今回の場合は中止しようとすればさらに右腕の激痛が耐えられぬほどになり全く自由にならなかったという。
これが後に日月神示と呼ばれる神示、神典でこの日が発現の重要な日となった。なお、書記を終えた時には先程までの右腕の激痛は嘘のように消えていたという。その後も神示が降りてくる時には右腕が痛くなり、書記が終われば治まるということの繰り返しが続いたといわれている。
なお、この時に書記されたものが日月神示の第一巻である「上つ巻」の第一帖および第二帖であった。

## 日月神示原文と解釈
麻賀多神社の社務所で天明が最初に自動書記で書かされた原文は下のようなものであった。
「二二八八れ十二ほん八れ　㋹の九二のま九十の㋹のちからをあら八す四十七れる」
これは次の通りに読めると言われている
「富士は晴れたり日本晴れ　神の国のまことの神の力を現す世となれる」
続いて
「卍も十も九も八きりたすけて七六かしい五くろうのない四かくるから　三たまを二たんにみかいて一すしのま九十を十四て九れ四　いま一十九十六あるか　九の九六八三たまを三かいておらぬ十こせぬ　九の四八まって二十十七一九六てある」
これについても読み方は
「仏もキリストも何もかもハッキリ助けてシチ難しい御苦労の無い世がくるから　ミタマを不断に磨いて一筋のマコトを通して呉れよ　今一苦労あるが　この苦労はミタマを磨いておらぬと越せぬ　この世始まって二度とない苦労である」
解釈としてはマコトの神が世に出現して神の力を現して、すべてを助け何の苦労もない理想的な世界に立て直していくが、その前には人類は未だかつてなかったほどの大災厄や大試練を迎えなければならない。助かるためには身魂（心、精神、身体）を絶え間なく磨き、鍛練しつつ備えよ。磨いていなければ助かることが出来ない。という内容だと考えられている。
この身魂磨きや心の浄化、また正しい食生活で身体を健康で強壮なものに保っていくことの大切さは日月神示の主題と言っても良く、我々ひとりひとりがこの現界をより良く生きるためにも、この先に起こるとされる大峠を無事に乗り越えるためにも極めて重大なことであり日月神示自体が降ろされた理由もこれに尽きると考えられる
。なお、日月神示はこれらの帖を手始めに昭和19年から天明が亡くなる2年前の昭和36年まで17年間にわたり書記されていく。神示には「人間の生き方」「正しい食生活について」「夫婦の本当のありかた」さらには「霊界」の実相（霊界のことについては節を設けて後述）についても書記されているなど非常に広範囲にわたっての記述が見られるが、未来に関するいわゆる「予言書」的な記述部分も多く見られる。また、日月神示はそのほとんどが数字や記号で書記されているが、その理由を神霊自らが神示の中で
「高度の霊人となれば文字はない。ただ文字の元をなす「レ」と「〇」と「＋」があるのみ。また高度の霊人の文字として、ほとんど数字のみが使用されている場合もある。数字は、他の文字に比して多くの密意を蔵しているからである」（二日んの巻第十三帖）や「天人同志の文字は数字が多いぞ。天人の言葉はマコトであるから、ただ一言で万語を伝え得るぞ。」と「星座之巻」第十八帖、第十九帖で述べている。同様なことは18世紀の巨大な科学者にして政治家であり、また、その後半生は霊能者として有名なスウェーデンの貴族であるE.スウェデンボルグも天界探訪の事を記した自身の著作で（参3）「天人の文字は数字が非常に多かった。」と書いていて興味深いものがある。日月神示より以前に他で出された神示類ではこのようなことはみられず、神霊が「今まで他に出て居たのは皆、神示先（ふでさき）ぢゃ。ここは神示（ふで）ぢゃ。キの神示ぢゃ」（カゼの巻第六帖、第七帖）と書記させている。また、「アメの巻」第十三帖でも「外で判らん根本のキのこと知らす此の方の神示ぢゃ、三千世界のこと一切の事説いて聞かして得心させて上げますぞや。落ち着いて聞き落としのない様になされよ。」とも語られている。
また、一方ではこの神示は単に現界に生きる人間のみならず、天界や霊界、また、その他多くの世界に住んでいる存在（神、竜神、天人、天使、霊人達）にも等しく与えられているらしい次のような記述もみられる。「この神示は、神と竜神と天人天使と人民たちに与えてあるのぢゃ」と「極め之巻」第十八帖で述べられている。

## 天の岩戸
日月神示によると、昭和20年の段階で奥の神界の岩戸は開かれており、中の神界における岩戸開きが最中とされ、次の世の型を急ぐと述べられている（「夜明けの巻」第十一帖）。
岩戸開く仕組みについては「下つ巻」第二十二帖で「岩戸開く仕組 知らしてやりたいなれど、この仕組、言ふてはならず、・・・」と明かされていない。
岩戸が開けるには、一苦労、二苦労と困難が訪れるとされ、子の年に岩戸が開かれると予言されている。
「あら楽（たぬ）し、あなさやけ、元津御神の御光の、輝く御代ぞ近づけり。岩戸開けたり野も山も、草の片葉（かきは）も言（こと）止（や）めて、大御光に寄り集ふ、誠の御代ぞ楽しけれ。今一苦労二苦労、とことん苦労あるなれど、楽しき苦労ぞ目出度けれ。申、酉すぎて戌の年、亥の年、子の年 目出度けれ。一二三（ひふみ）の裏の御用する身魂も今に引き寄せるから、その覚悟せよ。覚悟よいか。待ちに待ちにし秋来たぞ。」（「夜明けの巻」第十二帖）
昭和20年以後の子年は、昭和23年（1948年）、昭和35年（1960年）、昭和47年（1972年）、昭和59年（1984年）。
この後、一八十（イワト）が成ったとする平成の時代が訪れ、日月神示で示されるアヤワは一八十の位置にあると飛鳥昭雄は述べている。

## 三千世界の大道（三界を貫く誠の道）
日月神示の内容は極めて広範囲にわたり、神霊が上記の「アメの巻」第十三帖で
「外で判らん根本のキのこと知らす此の方の神示ぢゃ。三千世界のこと一切の事説いて聞かして得心させて上げますぞや。落ち着いて聞き落としのない様になされよ。」
と語っているように、そのそれぞれに多くの記述が見られるが最も大きな特徴は神霊自身が「下つ巻」第一帖や「春の巻」第一帖、「黄金の巻」第二帖で
「この道は宗教ではないぞ、教会ではないぞ、道ざから、今までの様な教会作らせんぞ。」
「此処は光の道伝え、行ふ所、教えでないと申してあろう。教へは教へに過ぎん。道でなくては、今度はならんのぢゃ。」
「今迄の日本の宗教は日本だけの宗教。この度は世界のもとの、三千世界の大道ぞ、教えでないぞ。」
また、「アメの巻」第一帖、「〇つりの巻」第一帖、同巻第六帖の
「此の道は只の神信心とは根本から違ふと申してあろが、三千世界の大道ざぞ。」
「今迄の教ではこの道判らんぞ。」
「三界を貫く道ぞ誠なり誠の道は一つなりけり。神界の誠かくれし（隠れし）今迄の道は誠の道でないぞや、鬼おろち草木動物虫けらも一つにゑらぐ道ぞ誠ぞ。」
と述べているように、この神示を宗教でもなく教えでもなく「三千世界の大道」で「三界を貫く誠の道」だと語っていることであろう。そのために既成宗教の信仰のあり方や教えとは大きく異なるものが多く、それらを否定している記述も随所に見られる。例えば既成宗教では有名な教えのひとつとされる「右の頬を打たれたら、左の頬も出しなさい」と言う教えについてでは日月神示を書記させたこの神霊は次のように述べられている。
「右の頬をうたれたら左の頬を出せよ、それが無抵抗で平和の元ぢゃと申しているが、その心根をよく洗って見つめよ、それは無抵抗ではないぞ、打たれるやうなものを心の中にもっているから打たれるのぞ。マコトに居れば相手が手をふり上げても打つことは出来ん、よくききわけてくだされよ。笑って来る赤子の無邪気は打たれんであろうが、これが無抵抗ぞ。世界一家天下太平ぢゃ、左の頬を出すおろかさをやめて下されよ」（極め之巻第十五帖）
「そなたは無抵抗主義が平和の基だと申して、右の頬を打たれたら左の頬をさし出して御座るなれど、それは真の無抵抗ではないぞ。よく聞きなされ、打たれるやうなものをそなたがもってゐるからこそ、打たれる結果となるのぢゃ。まことに磨けたら、まことに相手を愛してゐたならば、打たれるような雰囲気は生れないのであるぞ。頬をうたれて下さるなよ。生れ赤児見よと知らしてあろうが。」（月光の巻第五十三帖）
（※これらの帖に関しては、幼児虐待や幼児殺しをしてしまう親が度々ニュースになるなど、説得力のない文章だと考える人や意見もある。）
同様に既成宗教では神の「しるし」や「証し」として重要視、神聖視されている奇跡であるが、これについても完全に否定。いくつかの帖で言及され、奇跡やこれらを求め信じる人に大きな警鐘を鳴らしている。「二日んの巻」第十三帖では「地獄的下級霊の現われには、多くの奇跡的なものをふくむ。奇跡とは大いなる動きに逆行する動きの現われであること知らねばならない。かかる奇跡によりては、霊人も地上人も向上し得ない。」や「黄金の巻」第二十二帖でも「奇跡では改心出来んのであるぞ」また、「龍音の巻」第十八帖では「正神には奇跡はない、奇跡ないことが大きな奇跡であるぞ、奇跡するものは亡びる。高級霊は態度が立派であるぞ。わかりたか。」と語られている。
また、他の多くの宗教が修行の一環や、神への自己犠牲のしるしとして断食の必要性やその意義を説いているが日月神示では断食すること自体を厳しく戒めているのも注目される。「日月の巻」第三帖では「滝に打たれ断食する様な行は幽界の行ぞ。神の国のお土踏み、神国の光いきして、神国から生まれる食べ物頂きて、神国のおん仕事してゐる臣民には行は要らぬのざぞ。此の事よく心得よ。」と述べられ、滝に打たれたり、断食するような行は低い世界の行に過ぎず全く必要がないのだとされる。さらに「正しい食生活について」では「食物を食べるのも喜びであるぞ。正しき食物正しく食べよ。更に喜びふえて弥栄えるのぢゃ。悪い食物悪く食べるから悪くなるのぢゃ。何も彼も同様ぞ。人民は喜びの子と申してあらう。罪の子でないぞ。うれしうれしの道あるに、何故歩まんのぢゃ。」（春の巻第五帖）と語られている。
しかし、一方で多食や肉食についてはこれを戒めており、次のような帖もある。「食物節してこそ、ささげてこそ、運ひらけるのぢゃ。病治るのぢゃ。食物、今の半分で足りると申してあらうが。遠くて近いものヒフミの食べ方して見なされよ。運ひらけ、病治ってうれしうれしと輝くぞ。そんなこと位で、病治ったり、運開ける位なら、人民はこんなに苦しまんと申すが、それが理窟と申すもの。理窟悪と申してあるもの。低い学に囚われたメクラ、ツンボと申すものぞ。」（冬の巻捕帖）「四ツ足を食ってはならん、共喰となるぞ、草木から動物生まれると申してあろう、臣民の食物は五穀野菜の類であるぞ。」（碧玉の巻第八帖）。なお肉食についてはそれを戒めつつも、次のようにも書記させている「獣の喰ひ物くふ時には一度神に献げてからにせよ、神から頂けよ、さうすれば神の喰べ物となって、何たべても大じやうぶになるのぞ」（天つ巻第五帖）。
「人間の生き方」に関しては次の記述が代表的なものであろう。
「臣民にわかる様にいふなれば、身も心も神のものざから、毎日毎日神から頂いたものと思へばよいのであるぞ、それでその身体をどんなにしたらよいかと云ふこと分かるであらうが、夜になれば眠ったときはお返ししてゐるのざと思へ、それでよく分かるであらうが。身魂みがくと申すことは、神の入れものとして神からお預りしてゐる、神の最も尊いとことしてお扱ひすることぞ」（富士の巻第十四帖）。「目覚めたら其の日の生命お預りした事を神に感謝し、其の生命を神の御心のままに弥栄に仕へまつる事に祈れよ。神は其の日其の時に何すべきかに就いて教へるぞ。明日の事に心使ふなよ。心は配れよ。取越苦労するなよ。」（日月の巻第十五帖）と語られている。
さらに夫婦のありかたについては次のように述べられている。
「愛は養はねばならん。夫婦はいのちがけで、お互にきづき合はねばならんぞ。夫婦愛はあるのではない。築き上げねばならんぞ。つくり出すのぢゃ。そこに尊さあるぞ。喜びあるぞ。」（春の巻第二十六帖）。「家の治まらんのは女が出るからぞ。夫立てると果報は女に来るぞ。」（黄金の巻第七十二帖）、また「妻にまかせきった夫、夫にまかせきった妻の姿となれよ。信仰の真の道ひらけるぞ。一皮むけるぞ。岩戸ひらけるぞ。不二（富士）晴れるぞ。」（黄金の巻第九十九帖）、さらには「夫婦けんかするでない。夫のみいかんのでない。妻のみ悪いのでないぞ。お互に己の姿を出し合ってゐるのぞ。よく会得せよ。」（月光の巻第九帖）とあり、お互いに信頼しきった夫婦関係が大切で真の信仰の礎であると語られている。

## 霊界と現界との関係
日月神示には霊界についての記述も多く見られるが、特に「二日んの巻」（ジシンの巻）や「龍音之巻」は、ほとんどがこれらについての記述である。そのなかでも、我々が住んでいるこの現界と関係が深いと思われるもので主なものを以下に箇条書きで記す。
- 広く霊界といっても神界と幽界に大別され、神界は天国と霊国に分けられ、幽界はそれぞれ、陽界と陰界に分けられる。
- 天国には天人が、霊国には天使が住み、幽界は陽界には陽霊人が、陰界には陰霊人が住んでいる[17]。
- 幽界は人間界（現界）と最も深い関係にあり、初期の神懸かりのほとんどはこの幽界からの感応によるものであるから注意が必要である。
- 幽界は本来は無いものであるが、人間の地獄的想念が生み出したものである。
- 高度の霊がただちに肉体人に感応することはなく、それぞれの段階を経て感応するものであることを忘れてはならない。
- 参1 目に見えぬ所からの通信は高度のものほど肉体的には感応が弱くなり、暗示的なものになる。下級霊は現実界と紙一重の所に住んでいるため、その感応は極めて強く人間の目にはいかにも、もっともらしく映るのでこれも注意が必要である。
- 高度なものはその人間の心（精神）に応じてそれと同一波長の神霊に伝達され、その神霊の感応によって表現される。
- 下級霊が懸かった霊媒の態度や所作、動作、言動は高ぶったり、威張ったり、命令したり、断言したり、高度の神名を名乗ったりするものであるがこれらはよく見極めればわかる。
- 特別の使命を持つ天使は、最下級の霊界まで降って来て人間に特別な通信をしたり、指示したりすることがある。また天使の霊が母体（母胎）に宿り人間として生まれて来ることもある。末世にはこの種の降誕人がたくさんある。
- 特別の使命を持つ天使は別として、人間霊以外の霊で人間に憑依するのは、日本を例にとれば神、天狗、仙人、狐、狸、猫などが大部分である。
- 先祖霊に化けて何かを企てる動物霊が多いから注意を要する。動物霊が祖先のことを知っているのは、その憑依の対象となる人間の肉体霊（その人間の想念や考えていること）[18]の知っていることを、直ちに知り得るからである。
- 動物霊が人間の言葉を使うのは不可解にも思えるが、それは例えれば、他人の家に入り込んでそこにある道具類をそのまま使うのと同じ道理である。動物霊でも他の霊でも人間に感応したならば、ある程度その人間の持つ言葉を使いこなせる。日本人に感応すれば日本語を、米国人ならば英語を語ることが出来る。
- 基本的に下級霊や動物霊は人間に感応はするが肉体の内部までは入り込めない。しかし、感応の度が強ければ入ったと同様に見える場合がある。
- 例外として人間の魂と動物の魂が入れ替わっていることもある。こうした場合は肉体に入り込んだと考えて良い。例えばそれが狐なら狐の様相を露呈するから、すぐ判るが悪行を積んだ霊などの場合は、その時代時代に合わせて化けているので見破ることがなかなか難しい。
- 人間霊の場合でもある種の霊は、自分自身が高度な神界に住んでいると誤信しているものがいるが、こうした霊が感応した場合は自信をもって断言する場合が多い。人間の知らぬ世界のことを自信を以って強く告げてくるので、判別は困難で多くの場合、審神者は参ってしまう。
- 仙人というのはどんなに高度に見えるものでも、幽界に属す。なぜなら、仙人界には戒律があるからである。神界には戒律はない。真の宗教に戒律はないのである。戒律がある宗教は亡びる。しかし、神界にも仙人的な存在はある。
- 竜体（竜神と思われる）を持つ霊は神界にも幽界にもある。竜体だからといってそれらが全て神界に属すると思うのは誤りである。
- 先祖霊が出る場合は、何か頼みたいことがある場合が多い。浄化した高級霊ともなれば、人間の肉体に判るような感応はほとんどない。
- 先祖は現界に住んでいる肉体人を土台として修業するものである。また、同様に霊界における自分は先祖との交流や交渉は深いものである。その先祖は神界に属する場合と幽界に属する場合とがある。神界に属するものは正流を通じて、幽界に属する場合は外流を通じて、肉体人の子孫にそれぞれ感応してくる。
- 下級霊や動物霊の場合は「酔いどれ」のように箸にも棒にもかからないことを言ってくる。霊の要求だからといって、そのまま受け入れるのではなく、よく判断した上で処理しなければならない。
- 霊眼で見たり霊耳で聞いたりすることは間違いが多い。霊耳は耳をふさいでも内から聞こえてくる。また、霊人と語るのは非常に危険である。
- 参2 物を見るのは額で見ることが重要である。額の目に見の誤りはなく、額の判断に間違いはない[19]。また、正神からの感応は額から入り、顔面全体に及び、やがては身体全身に及んでいくものである。逆に、悪の霊が懸かった場合は肉体の背後や首すじなどから感応し、肉体の「みぞおち」あたりに集まり、そこで頑張るものである。
- 霊覚者や行者の中には奇跡的なことや非常識な行動をする者がよくいて、一般人はそれに騙されることがよくある。これらは、いずれも下級霊の仕業である。
- 正神には奇跡はない。高級霊は態度が立派である[20]。
- どんな下級霊であっても、その霊を馬鹿にしてはならない。馬鹿にすると反射的に審神者を馬鹿にして始末に負えないことになるので思慮が必要である。特にその霊が病気に関連をもっている場合は微妙である。霊には常に愛を持って接し、柔らかく持ち掛け良い方向に導いて行こうとする努力が大切である。霊の邪道的要求を受けて一時的に病気を治すと、それに倍になってぶり返すものである。
- 悪霊自身は自身を悪だとは思っていない。
- 霊的良識は神示や神典類によって、また体験によって養われる。さらには高度の科学書も参考になる[21]。
- 人間界（現界）のことを良く知っている霊は人間界を去って間もない霊か地上世界に長く住んでいた動物霊か、人間に憑依していた霊である。
- 神の守護というのは人間からは全然わからないものである。判る様な守護は低い神や悪神の守護である。悪神でも大将ともなればその守護は人間にはわからない[22]。
- 日本には日本の守護の神、中国には中国の、外国には外国のそれぞれの守護の神がいる。
- 今の人間は9分9厘は幽界との繋がりを持つから、よくよく自分自身を審神し反省する必要がある。
- 霊媒を通じてこの世に呼びかける霊の9分9厘は邪霊である。今後はさらに激しくなる。
- 少しでも、怪しいと思った場合はそれが神の言葉でも裏表の見境もなく闇雲に信じてはならない。例え神の言葉でも自分で一応考えて、審神することが重要である。
- 悪神が懸かった時は自分では偉い神様が乗り移ったと信じ込む場合が多い。それは自分の天狗のような高慢な心が原因である。
- 我は「天照大御神」などと名乗る霊にろくなものはいない。こうした霊に憑かれた人間は例外なく大言壮語するものであり、眉唾ものである。
- 幽界霊も時によっては正しく善なることを言うが、それはただ言うだけである。例えるなら悪人が口先だけで善を語るようなものである。
- 良い言葉ならば、たとえ悪神が語ってもいいのでは？とも思えるが、それは理屈である。真の善言や真言は心、言葉、行ないが一致しているから直ちに力を持つが、それらが一致していないと力は出ないのである。言葉の上のみ同一であっても例えば、同じ「はい」という返事でも喜びの時と不満の時とでは違うように、偽りの言葉は落ち着いて聞けば判るものである。
- その人間の心に相応した神しか拝めない。悪い心で拝めば、どんなに立派な神前でも悪神が感応する。逆に悪神を拝んでも正しい愛や喜びがあり、善い念が通じるならば悪神は引っ込んでそれぞれの善い神が現れる。
- 2重3重人格というのは2重3重の憑き物の転換によるものであり、群集心理とはその時の一時的な憑依霊達の仕業である。また、流行病のほとんどが邪霊集団の作用や仕業によるものである。
- 霊人には何でも判っているとか神懸りで世界のことが何でも分かると思うのは大きな間違いである[23]。
- 人は死ぬ時の想念がそのまま続くので、その想念に応じた世界に住むことになるのである。この世を天国として暮らしていた人は天国へ、地獄と感じて生きていた人は自ら地獄的な想念を作り出してそのような世界に住むことになる。
- 神界より真っ直ぐに感応する想念が正流である。幽界からや幽界を経て流れてくる想念が外流である。
- 神的自分が本守護神であり、霊的自分が正守護神である。また、幽界的自分が副守護神である。本守護神は大神の歓喜である。
- 偶然の真理を覚ることが大切である。この世に偶然というものは、ひとつも存在しない。高い所（神界、天界）から来るから人間には偶然や奇跡と見えるのである。神からの現われであり、その手順が現界の人間には全く分からないためにそう見えるだけである。これが判れば大安心、立命である[24]。
- 人間の肉体は最底部をなすものであるから、肉体的動きの以前において必ず霊的動きが有る。また、肉体的には小さな行為であつても霊的には大きな意味や働きをしている場合が多い。
- 天界で起こった出来事は必ず現界にも起こる。しかし、その時の現界の状況にもある程度左右され、早くなったり逆に遅くなったりする場合がある。また、時によっては順序が違う場合もある[25]。
- 天人や天使の行為が人間にうつるのであるが、逆に人間の自由や能力の如何によっての行為も天界や霊界に反映する。日本や外国では土地が違うように天界へのうつり方も違うのである。
- 悪いこと（天災や戦争や世の中の騒動や混乱など）を待つ心は魔の心である。いつどこにそれらが来たり、起ったりするのかと待ち望んでいるような心は悪魔に使われているのである。

## 神の知らせと終戦

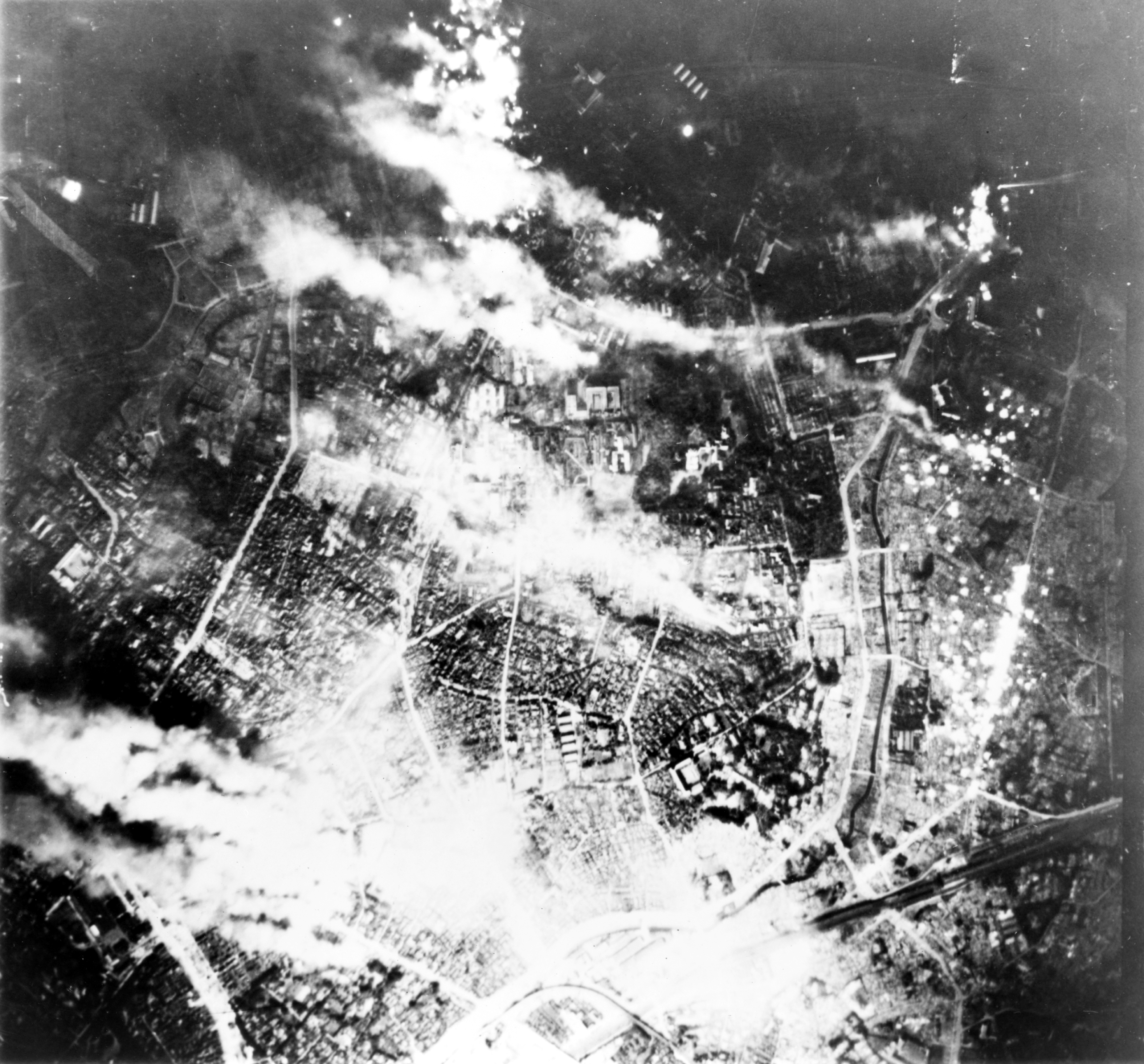
米軍のB-29より空襲をうける東京市街（昭和20年5月26日）
渋谷川などの位置から現渋谷区広尾周辺上空と推定される。神霊の「天明、此所をやめい」というお告げにより天明が、この空襲を受ける直前まで務めていた鳩森八幡神社はここから極めて近い距離にあった。この5月25日から5月26日未明にかけての空襲は山の手地区一帯を攻撃目標とした、およそ470機ものB-29による東京大空襲のなかでも最大規模のものであった。

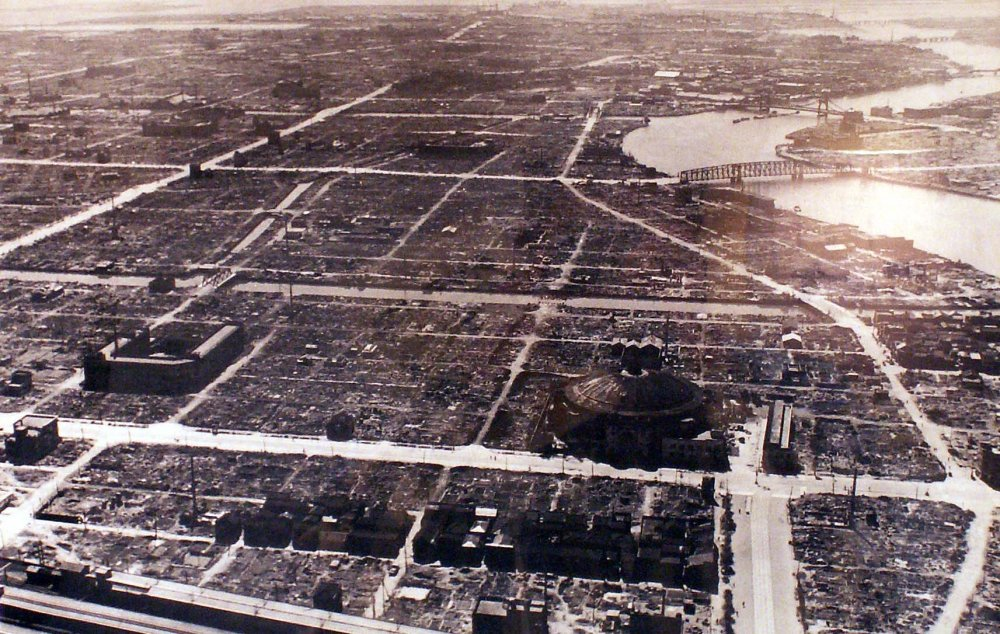
空襲により焦土と化し、焼け野原になった東京市街。現墨田区両国上空、昭和20年3月10日の空襲後の状況。写真右側に見える川は隅田川。また、写真中段右下に見える土鍋型の建物は旧両国国技館。神霊の「東京も元の土に一ときはかえるから、その積りでゐて呉れよ。神の申したこと違はんぞ。」や「江戸が元のすすき原になる日近づいたぞ。」などの前年のお告げは、このことを指していたのか。東京は延べ100回以上（東京への通算空襲回数は計106回）に亙る空襲により、その約半数近くの家屋、施設が焼失した。東京では写真以外にも多くの場所でこうした惨状が繰り広げられた。

天明に日月神示が降り始めてから、まだ1年も経たない昭和20年の4月か5月のある日に（天明はこの頃は上記した東京、千駄ヶ谷の鳩森八幡神社で留守神主をしていた）、神前に座ると神霊の「天明、此所をやめい」と言うお告げがあり、これはそれから3日間にわたって連日続いたという。この後、天明が留守神主を辞職した直後の5月26日に米国軍の焼夷弾が本殿に落下し、危ういところで天明は一命を救われたという。左記の事実は岡本三典が天明から直接に聞いた話として三典の著書（『日月神示はなぜ岡本天明に降りたか』）（参4）に記されている。
前述のように日月神示の書記が始まったのは、第二次世界大戦が終結する約1年2か月前の昭和19年6月10日からであるが、この数日後に早くも枢軸国側と日本の敗戦を告げているらしい記述が見られる。「上つ巻」第四帖（参5）（書記日、昭和19年6月13日）では「ドイツもイタリアもあてにならぬ、世界中一つになりて㋹の国に寄せて来るぞ。それなのに今のやり方でよいと思うてゐるのか。」（原文ではドイツは卍、イタリアは一十と書記されている）、さらには日本がその後、国家としての存続が危ぶまれるほどの大打撃を受け、東京もあたり一帯が焦土と化し焼け野原になってしまうらしいことが、「日本の国は一度つぶれた様になるのざぞ。一度は神も仏もないものと皆が思う世が来るのぞ。」（同巻第九帖、書記日、昭和19年6月17日）、「東京も元の土に一ときはかへるから、その積りでゐて呉れよ。神の申したこと違はんぞ。」（同巻第十一帖、書記日、昭和19年6月19日）、「江戸が元のすすき原になる日近づいたぞ。」（下つ巻第十六帖（参6）、書記日、昭和19年7月21日）で書記されている。これらについては歴史が証明しているように説明は不要であろう。
（※参考動画　『原子爆弾と多数の空襲によって破壊され尽した日本の大都市の数々　大阪、神戸、広島、長崎、東京の順で展開される記録動画である』）。
一転して、終戦の約2か月前に書記された「松の巻」第七帖（参7）（書記日、昭和20年6月23日）では「偉い人皆俘虜（とりこ）となるぞ。夜明け近くなったぞ。夜明けたらなにもかもはっきりするぞ。夜明前は闇より暗いぞ慌てるでないぞ。」とあり、間もなく戦争が終わるらしいことと指導者達（政治家高官や軍事関係者上層部）が戦犯として逮捕、収監されるらしいことがこの時点ではっきりと述べられている。なお、上記した終戦時に自殺を思いとどまった軍人達の中にはこの記述を知っていた者もかなりの人数がいたといわれている。
神示にはまた、敗戦後の復興や経済的な発展、そして日本人の精神的な凋落ぶりを指摘していると思われる帖もあるという。「アメの巻」第十四帖（参8）（書記日、昭和20年12月18日）では「今度の俘虜（とりこ）まだまだぞ、何れ元に帰って来るから、元に帰って又盛り返して来るなれど、またまた繰り返へすぞ。」や「｜三の巻」（うみの巻）第四帖（参9）（書記日、昭和22年8月14日）でも「出てきてから、又同じ様なこと繰り返すぞ、今度は魂抜けてゐるからグニャグニャぞ、グニャグニャ細工しか出来んぞ、それに迷ふでないぞ。」とあり、これらは逮捕、収監されていた者も釈放、解放されること。また、敗戦後の復興の反面、精神的に退廃する社会や無気力な人間が多く現われてくる様子を書記させたものだと考えられる。また、「黄金の巻」第五十九帖（参10）（書記日、昭和24年12月7日）では「金で世を治めて、金で潰して、地固めしてみろくの世（ミロクの世）と致すのぢゃ。」と語られているが、これは近年興った「バブル景気」とその崩壊を指しているのではないかと考えられている。また、、2007年 - 2008年頃に米国より起ったサブプライムローン問題やリーマンブラザーズの破綻（いわゆる、リーマンショック）に端を発する100年に一度あるかないかといわれる全世界的な大不況と2011年8月現在においても、米国債の格下げ、信用不安とそれによる世界同時的な株安、そしてこの日本においても現在進行形で進んでいる円相場の上昇などで、なおより一層の深刻な状況にあるといわれる世界金融危機 (2007年-)を指しているとも考えられる。。
また、「三ラの巻（そらの巻）」第十帖（参18）（書記日、昭和22年3月3日）では「今日働いて今日食はなならん事に皆なりて来るのざから、その覚悟せよ」と述べられており、この先の日本経済の回復や発展を望むのは、あるいは極めて厳しいのかもしれないと思われる帖がある。しかし、上記の「黄金の巻」第五十九帖にあるように「金の世が金で潰されて、地固めされてみろくの世（ミロクの世）の礎になる」と述べている神霊の言葉からは、それほど絶望的で悲惨な未来を語っているようには思えないのも、また事実であろう。
現代において、世界中のあらゆる行動が金で紐付けされ、金を多く持つ者が力を持ち、金が無くなる恐怖がこの世を作る、まさに「金の世」が完成したと言える。
2020年、新型コロナウイルスにより経済活動が止まり、金に困窮する人々が増えている。解決方法として無条件なベーシックインカムの導入を望む声が多い。人々が十分に暮らせる金額の金を無条件に配りつづけることで、人々から金が無くなる恐怖を無くす。
「金の世が金で潰れて、地固めされてみろくの世（ミロクの世）の礎となる」の礎とは、ベーシックインカムではないかという説が増えた。

## 国常立尊と過去の預言者達
日月神示には未来に関しての記述も多く、上記した第二次世界大戦で主に陸軍の軍人達がこの神示を拠りどころにしていたのも戦争の行く末やその勝敗を知りたかったことも大きな理由のひとつだったと思われる。
神示の中では、これから起こるらしい地球上での大変動や大戦乱などを含む途方もない大災厄を「三千世界の大洗濯」や「大峠」と呼び、それらは現界に生きている人間のみならず霊界なども含めた全ての世界に等しく起こるとされ、神霊の別の言葉によれば「三千世界すべての大建替」になるという。また、洋の東西を問わず、預言者と称される人間が過去に幾人か現れて現在の世界が大災厄と大戦乱の末に終焉を迎えることと、その後にそれまでと全く異なる新しい「理想世界」の到来することを説いているが、それらもすべて「国常立尊」と呼ばれるこの神霊の仕組みであったと神霊自身は語っている。
「一火リの巻」（ヒカリの巻）第四帖で
「世界国々所々に世の大洗濯知らす神柱現はしてあろが、これは皆この方の仕組ぢゃから皆仲良う手引き合ってやって呉れよ。」
と述べられ、時代や国、人種の違いなどを超えて古くからこの神霊の仕組みや働きがあったものと考えられている。
そして、この先に起こるらしい未来の出来事とその対処、心構えについて、神霊（国常立尊）は
「この先だうしたらよいかと云ふ事は、世界中金の草鞋（わらじ）で捜しても九九（ここ）より他分からんのざから、改心して訪ねて御座れ。手取りてよき方に廻してやるぞ。悪の仕組にみなの臣民だまされてゐるが、もう直ぐ目さめるぞ、目さめたらたづねてござれ、この神のもとへ来てきけば、何でも分かる様に神示で知らしておくぞ。」（松の巻第五帖。上つ巻第二十七帖）
「世界の何所さがしても、今では九九（ここ）より外に、神のマコトの道知らす所ないのざぞ。何も分らん枝葉の神に使はれてゐると気の毒出来るぞ、早う其の神と共に此処（ここ）へ参りて、マコトの言を聞いて誠に早う立ち返りて下されよ。」（磐戸（一八十）の巻第十帖。｜三（ウミ）の巻第十四帖）
「今度の御用は此の神示読まないでは三千世界のことであるから何処探しても人民の力では見当取れんと申してあろがな、何処探しても判りはせんのざぞ。ちょこら判る様な仕組ならこんなに苦労致さんぞ、神々様さえ判らん仕組と知らしてあろが。兎や角申さずと、神の神示腹に入れて身魂磨いて素直に聞いてくれよ。それが第一等ざぞ。」（アメの巻第十帖。日月の巻第三十六帖）
「この神示肚（はら）に入れて居ればどんなことあっても先に知らしてあるから心配ないのざ、ソレ出たとすぐ判るから胴すわってゐるから何事も結構におかげ頂くのざ。何より改心第一ぞと気付けてあろが、神示肝にはいれば未来見え透くのざぞ。」（んめの巻（梅の巻）第十一帖。アメの巻第十帖）
「世が引繰り返って元の神世に返るといふことは、神神様には分って居れど、世界ところどころにその事知らし告げる神柱あるなれど、最後のことは九（こ）の神でないと分らんぞ。」（下つ巻第二十三帖）
「この世が元の神の世になると云ふことは、何(ど)んなかみ（神）にも分って居れど、何うしたら元の世になるかといふこと分らんぞ。」（上つ巻第二十九帖）
「あちこちに臣民の肉体かりて予言する神が沢山出てゐるなれど、九分九厘は分りて居れども、とどめの最后（最期）分らんから、この方に従ひて御用せよと申してゐるのぞ。砂糖にたかる蟻となるなよ。」（天つ巻第四帖）
と語っており、高級神霊や高級霊でも必ずしもその全てが、今後に起こる未来の正確な出来事やその究極の結末（とどめの最后（最期））、また救われるためにはどうすればよいのかといった対処の仕方や救済の方法や道（この先どうしたらよいかと云ふ事は、神のマコトの道知らす所）を分かっている訳ではないらしいことと、その後に移行するとされる「元の神世」に移り変わるギリギリの仕組みについては高級神霊でも、そのほとんどが分からないことだという。
また、この移行する世界「みろくの世」（ミロクの世）と神霊が呼ぶ理想世界が来る前には我々が住むこの現界でもこうした肝心な事が何もわからない神（低級な神）や霊に憑かれた、または繋がった怪しげな予言者や神懸り、霊懸りした宗教家（低級な神や霊が懸った宗教家）や指導者（同じく低級な神や霊が懸った霊能者やチャネラー）などが多く現れて、世の人を惑わすらしいと記されている次のような帖もある。
「夜明け前になると霊がかりがウヨウヨ、勝手放題にまぜくり返すなれど、それもしばらくの狂言。」（星座之巻第十八帖）
「世、迫って、霊かかりがウヨウヨ出ると申してある時来ているのぢや。悪かみかかりに迷ふでないぞ。サニワ（審神）せよ。外はウソが多いぞ。内の声ウソないぞ。カミカカリ（神懸り）が沢山出来て来て、わけの分らんことになるから、早く此の理（道）をひらいて呉れよ。」（春の巻第二帖。上つ巻第三十九帖）
「色々のお告げ出ると申してあらうが。今その通りぢゃ。お告に迷ふぞ。審神して聞け。判らなくなれば神示見よ。」（黄金の巻第四十五帖）
「心して怪しと思ふことは、たとへ神の言葉と申しても一応は考へよ。神の言葉でも裏表の見境なく唯に信じてはならん。サニワせよ。薬、毒となることあると申してあらうが。馬鹿正直、まことの道見失ふことあると申してあらうが。」（黄金の巻第二十九帖）
で書記され、こうした惑わしや混乱も一時的で束の間の今しばらくのものでしかないこと。そして、世に出ている色々なお告げに対しても（たとえ、それが神（高級神霊）からのお告げや言葉であっても）、馬鹿正直に何の疑問も持たずに鵜呑みにして信じるのではなく、自分自身で良くサニワ（審神）、見極めて取捨し、惑わされることがないようにすることが肝要なのだと語られている。神示にあるように馬鹿正直も程を過ぎると「まことの道」を見失ってしまうことにもなるという。
なお、審神の方法については、「龍音之巻」（参20）第三帖で
「世界中が霊かかりとなると申してあるのは今のことであるぞ、かかりてゐる世界自身わからなくなっているぞ、サニワせねばならん、サニワの方法書き知らすぞ。世界を、日本を、自分をサニワせねばならん。」
と述べられ、サニワ（審神）の重要性とそれに続く帖で審神の方法や知識が記されている（これらの一端については上記の「霊界と現界の関係」の節で記す）。
しかし、こうした悪神懸り（あくかみかかり）の人間が多く現れる一方で、「小さい事はサニワで家来の神神様から知らすのであるから、その事忘れるなよ」（下つ巻第二十六帖）や「ひむかとは神を迎えることぞ、ひむかはその使ひ（使い）ぞ。ひむかのお役は人の病をなほして（治して）神の方へ向けさすお役ぞ」（上つ巻第五帖）と書記されている帖もあり、大きなことではなくても、国常立尊の眷属の神霊やその系統の神霊による知らせやお告げ、病気治しなどの働きとそうした媒介や実践行動（神霊からの知らせやお告げを受けたり、また、それを世に知らせていく、実際に病人、病気を治す）などの役割を持つ現界の人間も存在するらしいことが述べられている。

## 過去六度の建替と今後の七度目で最終最後の大建替
「松の巻」第十二帖では
「前にも建替はあったのざが、三千世界の建替ではなかったから、どの世界にでも少しでも曇りあったら、それが大きくなって悪は走れば、苦労に甘いから、神々様でも、悪に知らず知らずなって来るのざぞ。それで今度は元の生神が天晴れ現はれて、悪は影さへ残らぬ様、根本からの大洗濯するのぞ。」
「これまでの改造は膏薬（こうやく）張りざから、すぐ元にかへるのぞ。今度は今までにない、文（ふみ）にも口にも伝えてない改造ざから、臣民界のみでなく神界も引っくるめて改造するのざから、この方らでないと、そこらに御座る守護神さまには分らんのぞ。」（天つ巻第二帖）
「今度は世界中、神神様も畜生も悪魔も餓鬼も外道も三千世界の大洗濯ざから、そんなチヨロコイ事ではないのざぞ。ぶち壊し出来ても建直し分かるまいがな。日本ばかりでないぞ、世界中はおろか三千世界の大洗濯と申してあろうがな、神にすがりて神の申す通りにするより外には道ないぞ。大地震、ヒ（火）の雨降らしての大洗濯であるから、一人のがれ（逃れ）ようとて、神でものがれることは出来んぞ、天地まぜまぜとなるのぞ、ひっくり返るのぞ。」（天つ巻第四帖。富士の巻第二十帖。紫金之巻第五帖）
「戦ばかりでないぞ、天災ばかりでないぞ、上（天界）も潰れるぞ、下（現界）も潰れるぞ、つぶす役は誰でも出来るが、つくりかためのいよいよのことは、神神様にも分りては居らんのざぞ。今度は世界のみか、三千世界つぶれる所まで行かなならんのざから、くどう申してゐるのざぞ。」（同じく「天つ巻」第二帖。三ラの巻（そらの巻）第十帖）
「死ぬか生るかは人民ばかりでないぞ、神々様も森羅万象の悉くが同様であるぞ、しばらくの生みの苦しみ。今度は神の道もさっぱりとつくりかへるのざぞ。臣民の道は固より、獣の道もつくりかへぞ。この世一切のことを建替へるのぢゃ、神の道も変へるぞ、心のおき所も変へるぞ。」（至恩之巻第十三帖。松の巻第八帖。｜三の巻（ウミの巻）第十三帖）
「今度は三千世界が変るのであるから今迄のようなタテカへ（建替）ではないのであるぞ。」（扶桑の巻第一帖）
と述べられ、今までの建替とは違い三千世界すべてに渡って起こる大災厄と大変動を伴った大建替、大建直になる事と国常立尊をはじめとした一部の高級神霊しか、それらの仕組みが分らないらしいことがここでも述べられている。
また、今度の建替と建直については次のように述べられている帖もある。
「建替と申すのは、神界、幽界、顕界（現界）にある今までの事をきれいに塵一つ残らぬ様に洗濯することざぞ。今度と云ふ今度は何処までもきれいさっぱりと建替するのざぞ。建直と申すのは、世の元の大神様の御心のままにする事ぞ。御光の世にすることぞ。」（水の巻第十二帖）
「天地引くるめて大建替いたすのぢゃ。天地のビックリ箱とはそのことざぞ。この方でもだうにもならん元のキの道ぢゃぞ。これまでは道はいくらもあったのぢゃが、これからの道は善一筋ざぞ。」（一八（いは）の巻第三帖）
「この先もう建替出来んギリギリの今度の大建替ぢゃ。愈々の建替ざから、もとの神代よりも、もう一つキの光輝く世とするのぢゃから、中々に大層ざぞ。途中から出来た道では今度と云ふ今度は間に合はんのざぞ。元の根本の世より、も一つキの世にせなならんのざから、神々様にも見当取れんのぢゃ、元の生神でないと、今度の御用出来んぞ。」（一八（いは）の巻第二帖。カゼの巻第八帖）
「今度は根本からの建直しで末代続くのぢゃから間に合はん道理わかるであらうがな。今度はとことはに（常永遠に）変らぬ世に致すのざから、世の元の大神でないと分らん仕組ざ。」（一八（いは）の巻第二帖。上つ巻第二十一帖）
とあり、今度の建替が最終最後の大建替となり根本からあらゆる世界に及ぶ事とその後の大建直では、昔に存在したとされる神世以上の想像を絶する光の世界へ移行。そして、その世界が永遠に続くことが書記されている。
そして、その世界の一端について神示には
「次の世がミロクの世、天も晴れるぞ、地も輝くぞ、天地一（ひとつ）となってマコトの天となりなりマコトの地となりなり、三千世界一度に開く光の御代ぞ楽しけれ、あな爽け、あなすがすがし、あな面白や。」（ んめの巻（梅の巻）第十七帖）
「神代になりたら天地近うなるぞ、天も地も一つになるのざぞ、今の人民には分るまいなれど、神も人も一つ、上も下も一つとなって自ら区別出来て一列一平上下出来るのぢゃ。」（同巻第十六帖）
「来るべき世界が、半霊半物、四次元の高度の、影ないうれしうれしの世であるから、人民も浄化行せねばならん、大元の道にかへり、歩まねばならん、今迄のやうな物質でない物質の世となるのであるぞ。」（星座之巻第十二帖）
「マコトでもって洗濯すれば霊化される、半霊半物質の世界に移行するのであるから、半霊半物の肉体とならねばならん、今の世は灰にするより他に方法のない所が沢山あるぞ、灰になる肉体であってはならん、原爆も水爆もビクともしない肉体となれるのであるぞ、今の物質でつくった何物にも影響されない新しき生命が生れつつあるのぞ。岩戸ひらきとはこのことであるぞ、少し位は人民つらいであろうなれど勇んでやりて下されよ、大弥栄の仕組み。」（五葉之巻第十六帖）
「八の世界から十の世界になるのであるから、今迄の八方的な考へ方、八方的な想念や肉体では生きては行かれんのであるぞ、十方的想念と肉体でなくてはならんぞ。八方的地上から十方的地上となるのであるから、総ての位置が転ずるのであるから、物質も念も総てが変るのであるぞ。これが元の元の元の大神の御神策ぞ、今迄は時が来なかったから知らすことが出来んことでありたなれど、いよいよが来たので皆に知らすのであるぞ。百年も前からそら洗濯ぢゃ、掃除ぢゃと申してありたが、今日の為であるぞ、岩戸ひらきの為であるぞ。今迄の岩戸ひらきと同様でない、末代に一度の大岩戸ひらきぢゃ。千引（ちびき）岩戸を開くことについて、神は今まで何も申さないでいたのであるなれど、時めぐり来て、その一端をこの神示で知らすのであるぞ。」（至恩之巻第十三帖。同巻第十四帖。紫金之巻第十帖）
と書記されている。

## 予兆
上記の大峠や三千世界の大洗濯が来る直前にはいくつかの兆候があるのだと神示には書記されている。まず、天空に多くの異変が現れ本来ひとつのはずの「太陽」が複数個みられるようになるという。
また「月」にも異変が現れ太陽はその色が「黒く」月は「赤く」なり、空も赤く染まるのだという。また、北から軍事攻撃されるのが、その始まりになるとも書記されている。これらは次のように述べられている。「北から攻めて来るときが、この世の終り始めなり、天にお日様一つでないぞ、二つ三つ四つ出て来たら、この世の終りと思へかし、この世の終りは神国の始めと思へ臣民よ、神々様にも知らすぞよ。」（富士の巻第十六帖）、「月は赤くなるぞ、日は黒くなるぞ、空はち（血）の色となるぞ、流れもちぢゃ、人民四つん這ひやら、逆立ちやら、ノタウチに、一時はなるのであるぞ。」（紫金之巻第五帖）と書記されている。
（※参考記事　『ペアの太陽 - 「2012年ベテルギウス超新星爆発の予測」に関しての大騒動　』（2025年7月現在はリンク切れ）
（神示の記述にある「天にお日様一つでないぞ、二つ三つ四つ出て来たら、この世の終りと思へかし、この世の終りは神国の始めと思へ臣民よ」と神霊が語る、太陽が複数個見られる様子とは、このようなことを指しているのか？）　（In Deepより引用）
天空の異変については、上記以外にも「宵の明星が東へ廻ってゐたら、愈々（いよいよ）だぞ。天の異変気付けと、くどう申してあろがな。」（松の巻第十九帖）、さらには「天の異変気付と申してあろが冬の次が春とは限らんと申してあろが。夏雪降ることもあるのざぞ。人民の邪気が凝りて、天にも地にも、わけの判らん虫わくぞ。」（夜明けの巻第三帖）、同様に「空に変りたこと現はれたならば地に変りたことがあると心得よ、いよいよとなりて来てゐるのざぞ」（ 天つ巻第十三帖）、さらに「てんのゐへん（異変）気つけて居れよ。神くどう気つけて置くぞ。神世近づいたぞ」（同帖）と神示には複数の帖で書記され、天空の異変にはくれぐれも十分な注意が必要なのだという。また、「八のつく日に気つけて呉れよ、だんだん近づいたから、辛酉（かのととり）はよき日、よき年ぞ。冬に桜咲いたら気つけて呉れよ。」（下つ巻第三十帖）、「冬の先春とばかりは限らんと申してあること忘れるなよ。用意せよ、冬に桜咲くぞ。」（日月の巻第二十六帖）と書記されている帖もあり、夏に雪が降ったり冬に桜が咲いたりといった気象や季節、また、それによる生態系の異変なども大きな予兆になるのだという。
その他、天空の異変や気象、季節の異変以外にも神示には「世界の片端、浜辺からいよいよが起って来たぞ、夜明け近づいたぞ。」（ 極め之巻第十六帖）や「世界の片八四（片端）浜辺からいよいよが始まると知らしてあること近うなりたぞ、くどい様なれどさっぱりと洗濯してくれよ。」（磐戸（一八十）の巻第十三帖）、「この世始ってないことが出てくるのぢゃ、世界の片はし（片端）八まべ（浜辺）からぞ。」（月光の巻第五十四帖）と書記されている帖があり、これらは最近（この部分を書いた、2011年5月現在から）約2万人近くの犠牲者を出した東日本大震災やこれに遡る数年前に起こり、より多くの犠牲者をもたらした一連のスマトラ沖大地震による浜辺からの災い（巨大津波とそれによる大水害）などを指しているとも考えられ、大峠や三千世界の大洗濯が来る直前の予兆現象としては、すでに部分的にはもう起こり始めていると考えてよいのかもしれない。

## 三千世界の大洗濯と大峠
上記した予兆の後に起こるとされる地球上での大変動や大戦乱についての記述は神示の中にいくつか見られるが、戦乱については多くの国がひとつになって日本に攻めて来るのだという。また、時を同じくして人類が未だかつて経験したことが無い程の大変動が起こるのだと書記されている。
「富士の巻」第三帖で
「メリカもギリスは更なり、ドイツもイタリもオロシヤも外国はみな一つになりて㋹の国に攻め寄せて来るから、その覚悟で用意しておけよ。どこから何んなこと出来るか、臣民には分かるまいがな。」と書記されアメリカ、イギリス、ドイツ、イタリア、ロシアなどの国の軍隊が日本に攻めて来るらしいことが述べられている。
また、地球上での大変動については
「地つちの軸（地軸）動くぞ。またたきの間に天地引繰り返る様な大騒動が出来るから、くどう気つけてゐるのざ、さあといふ時になりてからでは間に合はんぞ、用意なされよ。」（磐戸（一八十）の巻第五帖。下つ巻第二十八帖）
「一日のひのまにも（日の間にも）天地引繰り返ると申してあろがな、ビックリ箱が近づいたぞ。」（天つ巻第三帖）
「天地唸るぞ、でんぐり返るのざぞ、世界一度にゆするのざぞ。神はおどすのではないぞ、迫りて居るぞ。」（天つ巻第二十九帖）
と述べられており、わずかな時間の間にも地軸が動き、地球という惑星自体が引繰り返るような大変動、大騒動が起こるのだという。
さらには、大戦乱や地球の大変動だけにとどまらず、次のようなことも起こるという。
「人民のイクサや天災ばかりで、今度の岩戸ひらくと思ふてゐたら大きな間違ひざぞ、戦や天災でラチあく様なチョロコイことでないぞ、あいた口ふさがらんことになりて来るのざから、早うミタマ磨いてこわいもの無いやうになっておりてくれよ、肉体のこわさではないぞ、タマのこわさざぞ、タマの戦や禍は見当とれまいがな、神のミコトにきけよ、それにはどうしてもミタマ磨いて神かかれる様にならねばならんのざ。神かかりと申しても其処らに御座る天狗や狐や狸つきではないぞ。まことの神かかりであるぞ。」（磐戸（一八十）の巻第七帖）
とあり、本当の怖さは人間の戦争や天災、また、肉体などではなくタマ（魂）の災禍の怖さなのだという。同様に次のように書記されている帖もある。
「戦恐れてゐるが臣民の戦位、何が怖いのぞ、それより己の心に巣くうてる悪のみたまが怖いぞ。」（富士の巻第七帖）
と書記され本当の怖さは魂のそれだとここでも述べられている。
なお、神示の中で書記されている天変地異については、具体的には、次のような災いが起こるとされる。

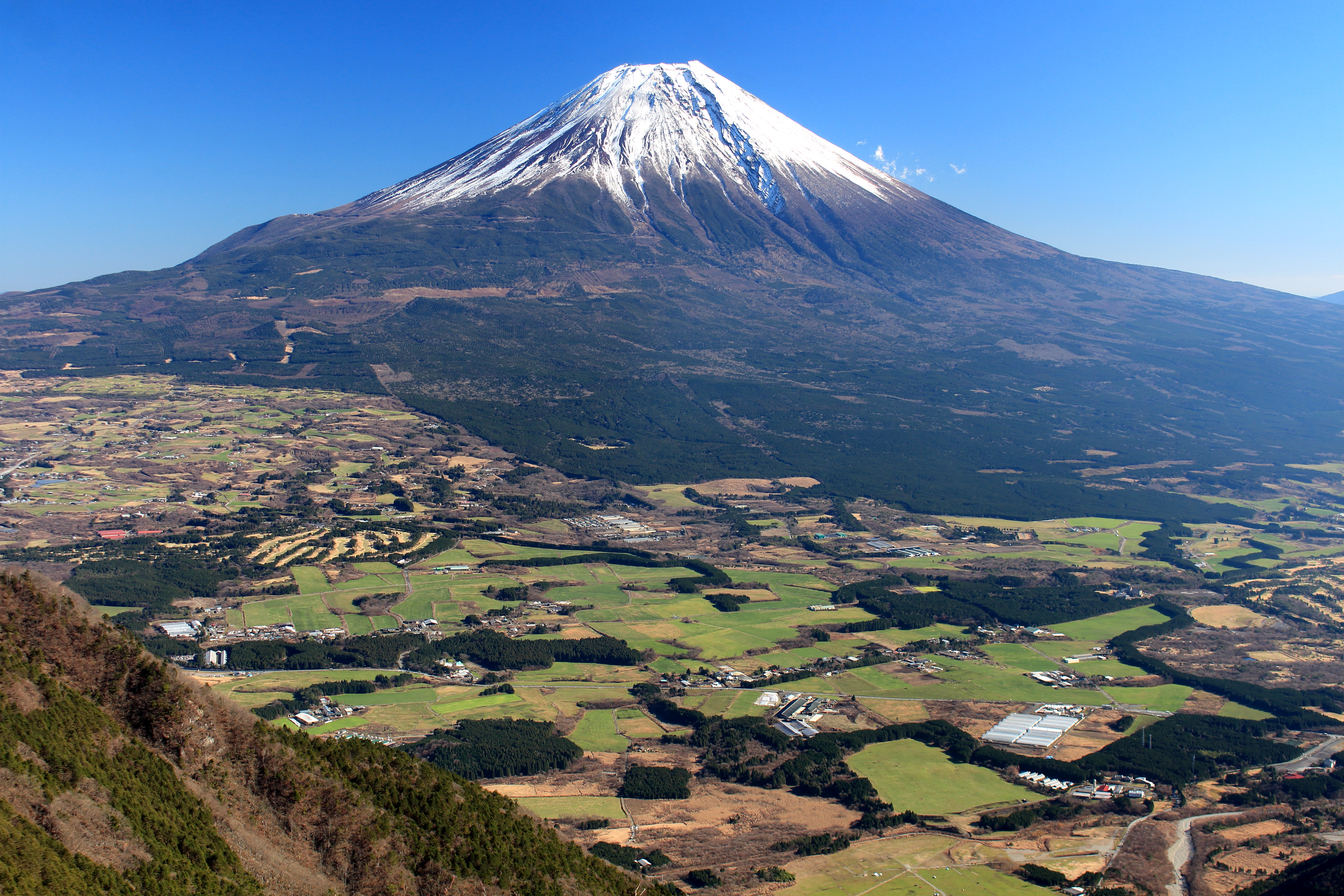
神示には大峠や三千世界の大洗濯の最中になったら、この壮大で美しい富士山も遂に動くのだと記されている。

- 世界中が唸り、陸が海となるところや、海が陸になるところもあるという[40]。（上つ巻第三帖）、（地つ巻第十六帖）
- 大地震、火の雨降らしての大洗濯になるという。（紫金之巻第五帖）
- 火と水の災難がいかに恐ろしいかを大なり小なり知らされることになるという。（富士の巻第十九帖）
- 一時は天も地も一つにまぜまぜになるという。（富士の巻第十九帖）
- 天地がうなり、上下引っくり返るという。（上つ巻第二十七帖）
- 大風が起こり、大海原には竜巻が発生し、やがて火の雨と地震が、山は火を噴きどよめくという。（富士の巻第二十四帖）
- 富士山がいよいよ動くのだという。（上つ巻第二十一帖）
- 大地も転位、天も転位するという。（五葉之巻第十五帖）

## その他エピソードなど
- 天明が知人である高田集蔵の誘いで、昭和19年6月10日に千葉県印旛郡公津村台方（現：成田市台方）を訪れたのはその近くに「どぶろく」を造っている家が在り、そこに行けば「どぶろく」を飲めるということが最初の理由だったらしい。当時は戦時中でもあり酒には不自由していた時代であった。天明自身は酒がかなり好きだったといわれる。しかし、先方の都合で結局、酒は飲めなかったという[41]。
- 天之日津久神社に参拝し、自動書記も終えて無人の社務所で休んでいた時に籠を背負った農家風の老婆が現れ天明と親しくなり、社務所にあった御神酒を2人で平らげてしまったという。老婆はまるでここの主でもあるかのように、遠慮もなく酒瓶を持ち出して来て、天明に酒を飲むように勧めたという。その雰囲気は天明にお酌し勧めながら、そしてまた自分も共に飲むといった感じで、自然で上手だったと天明は後に語っている。その後も、上機嫌となった老婆は「私の家はこの近くだから案内する。何かとお話を伺いたい。」と天明を誘い、神社近くの老婆の裕福そうな家でたらふく御馳走になったという。
- この2年後に天之日津久神社近くに天明は住むことになるが、この老婆にまず、挨拶しようと老婆の家を探したが家もなく老婆もおらず（天明の後の述懐によれば、そこに家があったと思われる痕跡すらなかったという）[42]、近所の人に聞いても分からず、浦島太郎になったような釈然としない不思議な気持ち（天明の言葉によれば、「今浦島のような気持ち」）だったという。
- 岡本三典によると天明は神示が降ろされてからも、しばらくの間はそれを全くと言っていいほど読む事も出来ず内容も解らなかったため、下級霊の仕業に依るものだと思っていたらしい。そのために書記された原文も放って置いたり、中には捨ててしまったものさえあったという。神示の重要性を最初に気付き天明に知らせたのは、「大本」時代からの知り合いである「矢野新（矢野シン）」（海軍大佐の矢野祐太郎の妻）[43]だったと言われている。この矢野新は優れた霊能者であり天明から原文を見せられた時に、即座にその重大性を直感、認識し「これは正真正銘の太神様の御真筆ですよ」と顔色を変えて答えたという。
- この後、矢野が呼びかけ幾人かの霊能者や神典研究家が集まり神示の解読を目的とした研究会が誕生[44]。神示は少しずつ解読されていったという。
- 上記の矢野以外で早い時期（三典の著書では矢野が原文を見せられる前だった可能性が高い）に神示の重要性に気付いた、もう一人の人物が天明と同じく鳩森八幡神社で留守神主を務めていた「法元辰二（ほうがたつじ）」だったという。法元も大正天皇の侍従武官まで務めた年配の（元）陸軍大佐であり、軍人達の中（特に陸軍内）に日月神示を知っている者が多かったのは、この法元という人間の存在が大きな理由のひとつだったと思われる。また、神示が散逸せずに無事に残ったのもこの法元のおかげであったと三典は自著で記している。
- おそらく法元は八幡神社で勤務していた時に、天明が自動書記で神示を書かされる場面を垣間見たことがあり、その姿や雰囲気（多分、書記している時の天明の表情と書記されていく速度の猛烈な速さ）に大きく感銘を受け心を動かされたものと思われる。軍人でありながら留守神主の一人に任命されていることからも法元自身が、こうしたことを目の当たりにしても、それを冷静に観察し受け入れて認められるだけの相当な神道知識と素養（ある程度の霊能力も併せ持っていた可能性がある）を持っていたと考えられ、また、書記後の天明の別人のような神示の無雑作でぞんざいな扱いぶりを心配し、自身が神示の保存と保管に非常に心を配ったと考えられる。（元）陸軍大佐という立場にもあったため、陸軍内における発言力や影響力もある程度大きく、この神示の重大性を上層部や仲間の軍人達に報告、進言し神示が軍内に知られる大きなきっかけになったであろうことも同じく推測される。
- その後に天明自身も神示の重要性に気付き書記されたものを清書したりしていたが、清書した神示のいくつかは、神前に供えていたところ霊化して消えてなくなってしまったという。（清書したものが消えて、原文は残っていたと思われる。）
- 天明自身はもともと、かなりの小食家だったが神示が降りる前にはさらに少なくなり、1日に餅1個やリンゴ1個しか食べない日が続いたという。それでも本人は元気で気分は至って爽快だったらしい。
- 神示の中で「天明は神示うつす役、書かす御役」（極め之巻第十帖）（参11）や「天明は神示書かす御役ぞ、陰の役ぞ」（地つ巻第二十九帖）（参12）、また、「夜明けの巻」第十三帖でも「天明は神示書かす役ぞ。アホになれと申してあろが、まだまだぞ」などと書記されているが、神霊も天明に懸かるのが難しい時や苦労した場合もあったらしい。それに関して次のように神霊が述べている帖がある。「天明阿房（あほう）になりて呉れよ、我すてて呉れよ、神かかるのに苦しいぞ。」（地つ巻第十二帖）。「テンメイかいしん（改心）まだまだのまだであるぞ。」（黄金の巻第二十五帖）（参10）[45]。
- 国常立尊の姿については、「下つ巻」第三帖（参6）で「この神のまことの姿見せてやる積りでありたが、人に見せると、びっくりして気を失ふもしれんから、石にほらせて見せておいたのにまだ気づかんから木の型をやったであろうがな、それが神の或る活動の時の姿であるぞ、神の見せ物にしてはならんぞ。」や「天つ巻」第四帖（参13）でも「この方は元の肉体のままに生き通しであるから、天明にも見せなんだのぞ。」また、「水の巻」第十帖（参19）でも「此の方の事何れ判りて来るぞ。今はまだ知らしてならん事ぞ。知らす時節近づいたぞ。」と書記されているが、天明自身も若い頃に所属していた「大本」の「出口王仁三郎」によると、その姿は光明に輝き、切れ長の深いまなじりに光をたたえた、「八握の神剣」を腰に帯刀した白髪の老神だったという。（出口和明『（実録　出口王仁三郎伝）大地の母3巻　地獄の釜』）（参14）。また、同じ「大本」の「出口なお」も霊夢で見た国常立尊の姿は純白の衣冠束帯で剣も白金の光芒を射放つ、眩いばかりの神だったという。（出口和明『（実録　出口王仁三郎伝）大地の母4巻　立春の光』）（参15）。
- 神示によると世の中が乱れたのは人間界（現界）からではなく、神界からなのだという。「んめの巻（梅の巻）」第十帖で（参16）「世は神界から乱れたのであるぞ、人間界から世建直して地の岩戸人間が開いて見せると云ふ程の気魄なくてならんのざぞ、その気魄幸はふのざぞ、岩戸ひらけるぞ。」、また「｜三の巻（ウミの巻）」第十三帖でも「此の世を乱したのは神界から、此の世乱した者が、此の世を直さねばならんのざぞ、この道理判るであろがな、建直しの御用に使ふ身魂は此の世乱した神々様であるぞ。」と述べられ、人間界側からの努力が大切なのであると語られている。そして、「んめの巻（梅の巻）」第二十四帖では「人民も磨けば神に御意見される程に身魂に依ってはなれるのであるぞ、地の日月の神と栄えるのざぞ、何より身魂磨き結構。」とも書記させている。

## 日月神示目次

### 本巻
- 参5 第一巻 上つ巻　（昭和19年6月10日 - 7月9日） （全42帖）
- a b 第二巻 下つ巻　（昭和19年7月12日 - 8月3日） （全38帖）
- 第三巻 富士の巻 （昭和19年8月10日 - 8月30日） （全27帖）
- 参13 第四巻 天つ巻 （昭和19年8月31日 - 9月14日）　（全30帖）
- 参12 第五巻 地（九二）つ巻 （昭和19年9月15日 - 10月11日）　（全36帖）
- 第六巻 日月の巻 （昭和19年旧暦9月1日（新暦10月17日） - 11月30日）　（全40帖）
- 第七巻 日の出の巻 （昭和19年12月1日 - 12月29日）　（全23帖）
- 第八巻 磐戸（一八十）の巻 （昭和19年12月30日 - 昭和19年旧　11月30日（新　昭和20年1月13日）（全21帖）
- 第九巻 キの巻 （昭和20年1月29日 - 3月20日）　（全17帖）
- 参19 第十巻 水の巻 （昭和20年旧　3月10日（新　4月21日） - 6月23日）　（全17帖）
- 参7 第十一巻 松の巻 （昭和20年6月17日 - 7月19日）　（全29帖）
- 第十二巻 夜明けの巻  （昭和20年7月21日 - 8月10日）　（全13帖）
- 参8 第十三巻 アメの巻 （昭和20年10月13日 - 12月19日）　（全17帖）
- 第十四巻 カゼの巻  昭和20年12月25日 - 昭和21年2月16日）　（全17帖）
- 第十五巻 一八（いは）の巻 （昭和21年旧　1月15日（新　2月16日）　（全11帖）
- 第十六巻 アレの巻 （昭和21年1月19日）　（全1帖）
- 第十七巻 二日んの巻（ジシンの巻） （昭和20年9月10日 - 10月30日）　（全19帖）
- 第十八巻 一火リの巻（ヒカリの巻）（昭和21年2月24日 - 7月27日）　（全8帖）
- 第十九巻 〇つりの巻（マツリの巻） （昭和21年8月8日 - 昭和21年8月31日）　（全23帖）
- 参16 第二十巻 んめの巻（梅の巻） （昭和21年9月28日 - 12月14日）　（全28帖）
- 参18 第二十一巻 三ラの巻（そらの巻） （昭和22年1月1日 - 4月5日） 　（全14帖）
- 第二十二巻 ア火ハの巻（アホバの巻） （昭和22年4月26日 - 8月12日）　（全23帖）
- 参9 第二十三巻 ｜三の巻（ウミの巻） （昭和22年8月13日 - 8月23日）　（全19帖）
- a b 　第二十四巻 黄金の巻（コガネの巻）（昭和24年11月17日 - 昭和25年1月18日）　（全100帖）
- 第二十五巻 白銀の巻（シロガネの巻） （昭和24年12月14日 - 昭和25年5月8日）　（全7帖）
- 第二十六巻 黒鉄の巻（クロガネの巻） （昭和25年1月22日 - 10月18日）（全39帖）
- 第二十七巻 春の巻 （昭和27年旧　1月1日（新　1月27日） - 2月15日）　（全60帖）
- 第二十八巻 夏の巻  （昭和27年3月3日 - 3月8日）　（全25帖）
- 第二十九巻 秋の巻 （昭和27年4月11日）（全28帖）
- 第三十巻 冬の巻 （昭和27年5月5日 - 6月9日）　（1帖及び補帖1帖）

以下、第三十一巻から第三十八巻までの8巻は五十黙示録（いせもくじろく）と呼ばれている。

### 五十黙示録（いせもくじろく）
- 第三十一巻 扶桑之巻（昭和36年5月5日）　（全15帖）
- 第三十二巻 碧玉之巻（昭和36年5月6日）　（全19帖）
- 第三十三巻 星座之巻（昭和36年5月10日）　（全24帖。第25帖まであるが第24帖が欠帖の為、帖数は全24帖となる）
- 参20 第三十四巻 龍音之巻（昭和36年8月3日）　（全19帖）
- 参11 第三十五巻 極め之巻（昭和36年8月5日）　（全20帖）
- 第三十六巻 至恩之巻（昭和36年9月1日）　（全16帖）
- 第三十七巻 五葉之巻（昭和36年9月1日）　（全16帖）
- 第三十八巻 紫金之巻（昭和36年）（書記日は不明）　（全14帖）

### 補巻
- 月光の巻（昭和33年12月25日 - 昭和34年3月2日）　（全62帖）

## 関連人物・関連項目
- 出口王仁三郎
- 出口なお
- エマヌエル・スウェデンボルグ
- 大本
- 霊界物語
- 大本神諭
- 岡田光興
- 中矢伸一

## 参考動画
- 『原子爆弾と多数の空襲によって破壊され尽した日本の大都市の数々　大阪、神戸、広島、長崎、東京の順で展開される記録動画である。』（YouTubeから引用）

## 参考記事
- 『http://indeep.jp 地球最期のニュースと資料]』（In Deepから引用）
- 『地球の記録』